# Mîhailivka, Krînîcikî
Mîhailivka (în ucraineană Михайлівка) este un sat în comuna Preobrajenka din raionul Krînîcikî, regiunea Dnipropetrovsk, Ucraina.

## Demografie
Componența lingvistică a localității Mîhailivka
     Ucraineană (98,11%)
     Rusă (1,89%)
Conform recensământului din 2001, majoritatea populației localității Mîhailivka era vorbitoare de ucraineană (98,11%), existând în minoritate și vorbitori de rusă (1,89%).